# قمر صبري الجاسم
قمر صبري الجاسم
شاعرة وإعلامية سورية من مواليد حمص . حاصلة على بكالوريوس في الاقتصاد من جامعة دمشق. تعمل محررة في جريدة العروبة ومذيعة في إذاعة صوت الشعب.

## أعمالها
شاركت بالعديد من المهرجانات الشعرية على مستوى الوطن العربي. تكتب بالدوريات المحلية والعربية والإنترنت، كما شاركت بنجاح في برنامج أمير الشعراء على قناة أبو ظبي. فازت بالعديد من الجوائز الأدبية.كما ترجمت لها قصائد إلى اللغات الفرنسية والإنكليزية والإسبانية

## الإصدارات
1. (وريقات مبعثرة) عام 2002
2. (للعاطلين عن الأمل) شعر فصيح ، فاز بجائزة المزرعة لعام 2004
3. (نياشين على صدر قبري)، صدر عن اتحاد الكتاب العرب عام 2005
4. (دعوة للرِّفق بالكلمات) عام 2007
5. (أمواج عارية وشيء من هذا القليل (2010)
6. (منذ هبّة أول حرف)، باللغتين الإنكليزية والعربية صدر عن رابطة الكتاب الأردنيين

ضمن سلسلة(شعراء عرب معاصرون)(2014)
1. (قصص قصة جداً)صدر عن لجنة إدارة المهرجانات والبرامج الثقافيةوالتراثية_أبو ظبي(الديوان الشعري)(2014)
2. ديوان(ديمقشعرية)صدر عن دار فضاءات في الأردن(2014)